# 菟道貝蛸皇女
菟道貝蛸皇女（うじのかいたこのひめみこ、生没年未詳）は、飛鳥時代の皇族。敏達天皇と推古天皇の皇女。
聖徳太子のいとこであり妃となった。だが、子もなく結婚後まもなく逝去したと思われる。同母弟に竹田皇子・尾張皇子（聖徳太子の妃橘大郎女の父）、同母妹に小墾田皇女（押坂彦人大兄皇子妃）・田眼皇女（後の舒明天皇妃）・桜井弓張皇女（押坂彦人大兄皇子及び来目皇子の妃か）らがいる。
『日本書紀』において敏達天皇7年に「菟道皇女」が伊勢神宮に任じられて、すぐに犯されたため解任されたと記されているが、菟道貝蛸皇女と同一人物であるかは定かでない。